# Balta (isla)
Balta (en nórdico antiguo: Baltey es una isla de Escocia, forma parte del archipiélago de las Shetland. Localizada al este de Unst, que a su vez pertenece a las North Isles. La isla ocupa una superficie de 0.8 km² y se encuentra deshabitada.
Entre los vestigios históricos de la isla se pueden encontrar las ruinas de un broch (un tipo de fortificación) y de una capilla normanda. No hay pruebas de asentamientos más modernos en la isla.
Un faro, diseñado por David Alan Stevenson, fue construido en 1895 en el extremo sur de la isla. La estructura fue demolida en 2003, siendo remplazada por un faro alimentado por energía solar.

## Galería

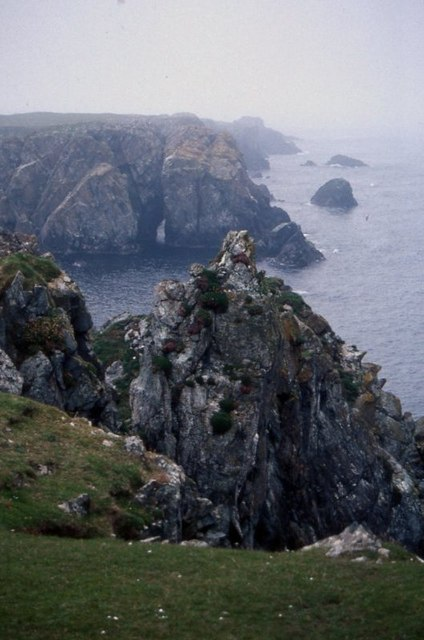
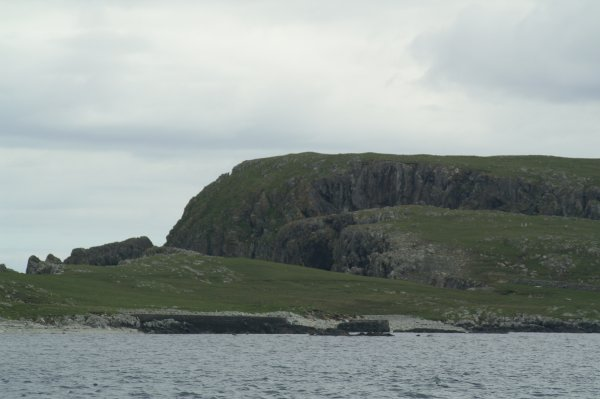
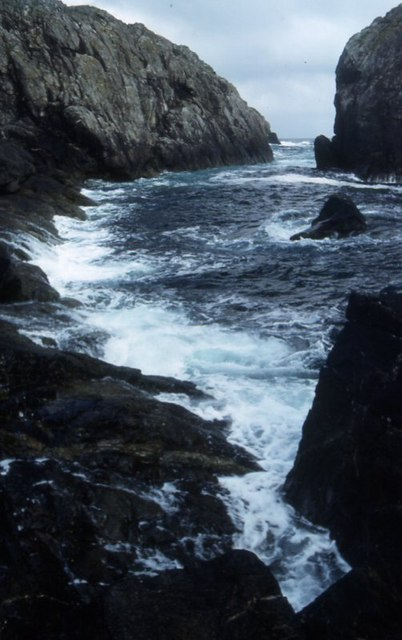
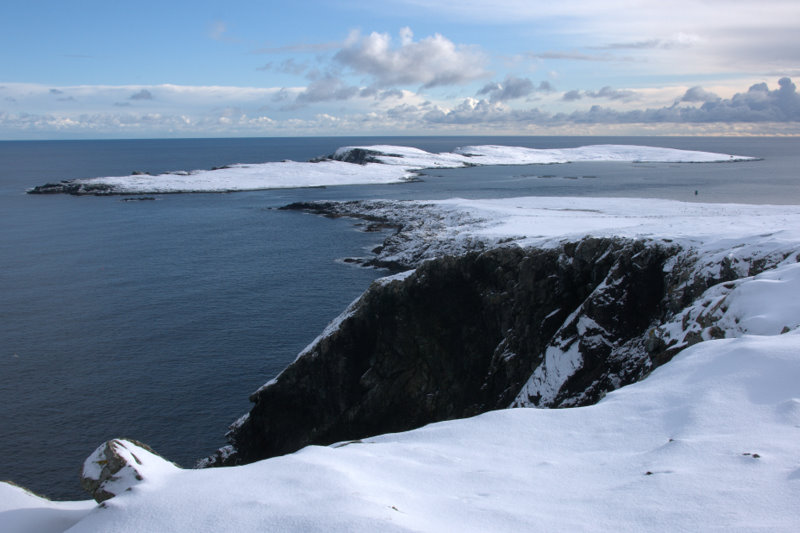
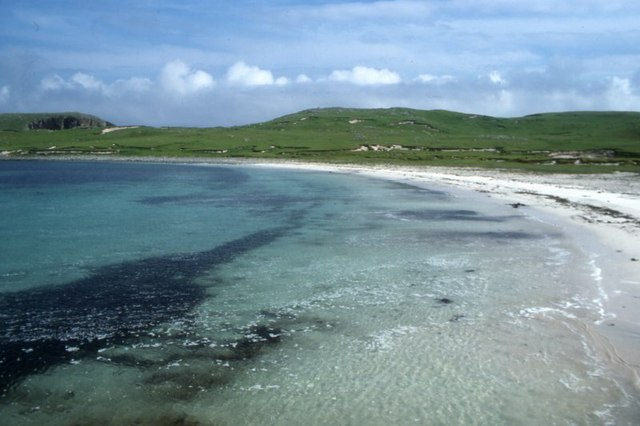
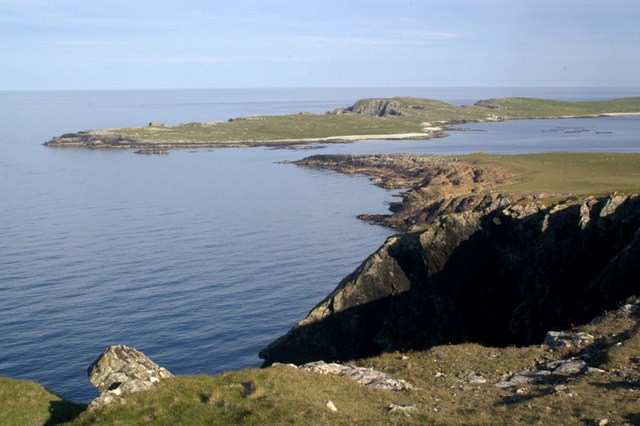
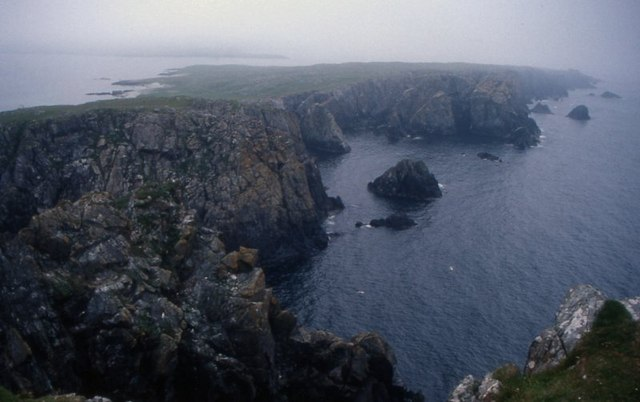